# Adelchi Negri
Adelchi Negri (Perugia, 16 de julio de 1876-Pavía, 19 de febrero de 1912) fue un patólogo y microbiólogo italiano conocido por sus estudios sobre la rabia.

## Biografía
Nació el 16 de julio de 1876 en Pavía. Acabó sus estudios de medicina en la Universidad de Pavía en el 1900 y se unió posteriormente al laboratorio de Camillo Golgi como ayudante. En 1905 se hizo libero docente de patología y de microbiología y en 1908 o 1909 logró el puesto de profesor de bacteriología en la Universidad de Pavía, que ocupó hasta su muerte.
Como estudiante, publicó estudios sobre el origen de las plaquetas en ranas, descubrió que el «aparato reticular» (actualmente llamado aparato de Golgi) también estaba presente en las células glandulares y, en 1899, refutó la hipótesis de Angelo Petrone de que los eritrocitos tenían un núcleo celular funcional. Sus estudios sobre la rabia comenzaron en 1902 y al año siguiente descubrió los cuerpos de Negri, inclusiones presentes en el citoplasma de las neuronas de humanos y animales infectados. Inspirándose en los estudios de Golgi sobre la malaria, propuso que la rabia estaría causada por un protozoo, al que llamó Neurocytes hydrophobiae. Dedicó años de investigación, hasta 1909, a la demostración de esta hipótesis, a pesar de que en 1903 otros científicos habían hallado que la enfermedad era de etiología vírica. También probó que el virus de la vacuna atraviesa los filtros bacterianos e investigó la disentería bacilar. En 1910 publicó un artículo sobre la regeneración celular en las glándulas paratiroides y durante sus últimos tres años de vida se involucró en la campaña contra la malaria en Lombardía.
En 1906 se casó con Lina Luzzani, también ligada al laboratorio de Golgi. Falleció en Pavía el 19 de febrero de 1912 de tuberculosis. Su esposa resumió su trabajo póstumamente.